# Epoca de gheață (franciză)
Epoca de gheață (engleză Ice Age) este o franciză media de animație americană creată de Michael J. Wilson. Este alcătuită din filme, scurtmetraje, speciale și o serie de jocuri video. Primele cinci filme au fost produse de Blue Sky Studios și distribuite de compania sa părinte de atunci 20th Century Fox.
Cinci filme cinematografice au fost lansate: Epoca de gheață (2002), Epoca de gheață 2: Dezghețul (2006), Epoca de gheață 3: Apariția dinozaurilor (2009), Epoca de gheață 4: Continente în derivă (2012), Epoca de gheață: Ploaie de meteoriți (2016). Din aprilie 2016, franciza a generat 6 miliarde de $ în venituri, făcând-o una din francizele media cu cele mai mari încasări din toate timpurile.
Un film spin-off, The Ice Age Adventures of Buck Wild, a fost produs de 20th Century Animation fără Blue Sky Studios și a fost lansat în 2022 pe Disney+. Un al șaselea film cinematografic, Epoca de gheață 6, este programat pentru lansare în 2026 și va fi produs de 20th Century Animation.

## Filme
- Epoca de gheață (2002)
- Epoca de gheață 2: Dezghețul (2006)
- Epoca de gheață 3: Apariția dinozaurilor (2009)
- Epoca de gheață 4: Continente în derivă (2012)
- Epoca de gheață: Ploaie de meteoriți (2016)
- The Ice Age Adventures of Buck Wild (2022)
- Epoca de gheață 6 (2026)

## Scurtmetraje
- Gone Nutty (2002)
- No Time for Nuts (2006)
- Surviving Sid (2008)
- Scrat's Continental Crack-Up (2010)
- Scrat's Continental Crack-Up: Part 2 (2011)
- Cosmic Scrat-tastrophe (2015)
- Scrat: Spaced Out (2016)

## Speciale de televiziune
- Epoca de gheață: Crăciunul Mamutului (2011)
- Epoca de Gheață: Misiune de Paște (2016)

## Serial de televiziune
- Ice Age: Scrat Tales (2022)

## Jocuri video
- Ice Age (2002)
- Ice Age: The Meltdown (2006)
- Ice Age: Dawn of the Dinosaurs (2009)
- Ice Age: Continental Drift – Arctic Games (2012)

## Spectacol în direct
- Ice Age Live! A Mammoth Adventure